# Танненбергский союз
Танненбе́ргский союз (нем. Tannenberg-Bund) — крайне правая политическая организация, действовавшая в Германии с 1925 по 1933 годы.

## История
Организация была создана 5 или 7 сентября 1925 года преимущественно фронтовиками Первой мировой войны. Название получила по битве при Танненберге 26—29 августа 1914 года, в которой Русская императорская армия была разгромлена войсками Германии. Организация считалась детищем генерала Эриха Людендорфа, бывшего начальником штаба у командовавшего германской армией в битве при Танненберге генерала Пауля фон Гинденбурга, её формальным руководителем был отставной генерал Фридрих Бронзарт фон Шеллендорф, однако в действительности деятельностью организации руководил будущий рейхсарбайтсфюрер и один из ближайших сподвижников Адольфа Гитлера Константин Хирль, формально считавшийся руководителем баварского отделения организации.
Танненбергский союз ставил своей целью объединение всех крайне правых политических сил Веймарской республики. Программа Союза включала в себя крайний национализм, антисемитизм, антикоммунизм, неприятие масонства, реваншизм — организация декларировала необходимость новой войны против Франции для возврата утерянных в результате Первой мировой войны территорий. Официальным печатным органом Союза была газета Völkische Kurier, затем — Völkische Feldpost, а с 1926 года — собственная газета Людендорфа Die Deutsche Wochenschau.
Хирль стремился объединить под знамёнами Танненбергского союза всех ультраправых, и ему удалось договориться об объединении с некоторыми небольшими правыми организациями, такими как Союз военных фронтовиков (нем. Frontkriegerbund), правое крыло организации «Флаг старого рейха» (Altreichsflagge), Народный союз немецких офицеров (Deutsch Völkischen Offiziersbund), Союз немецких мужчин и фронтовиков (Bund deutscher Männer und Frontkämpfer) и некоторыми другими. Вместе с тем, объединению сильно мешала позиция Людендорфа, в частности, его претензия на неоспоримое собственное лидерство и антиклерикализм. Даже на пике своей популярности в 1926—1927 годах Союз объединял в своих рядах не более 30—40 тысяч человек и уступал по численности многим другим ультраправым объединениям — прежде всего НСДАП Адольфа Гитлера и СА Эрнста Рёма.
В 1927 году Хирль и Людендорф окончательно поссорились, отставной генерал окончательно отвернулся от церкви и стал активно нападать на Гитлера, как на «агента мировой закулисы». С того же года начался всё убыстряющийся переход коллективных и индивидуальных членов из Танненбергского союза в НСДАП. В 1930 году была предпринята попытка реанимировать Союз путём создания дочерней религиозной организации «Немецкий народ», но было уже поздно — Танненбергский союз окончательно утратил своё влияние и фактически превратился в секту, рассуждавшую о теориях заговора. После прихода нацистов к власти Танненбергский союз был запрещён 22 сентября 1933 года.